# 조직병리학

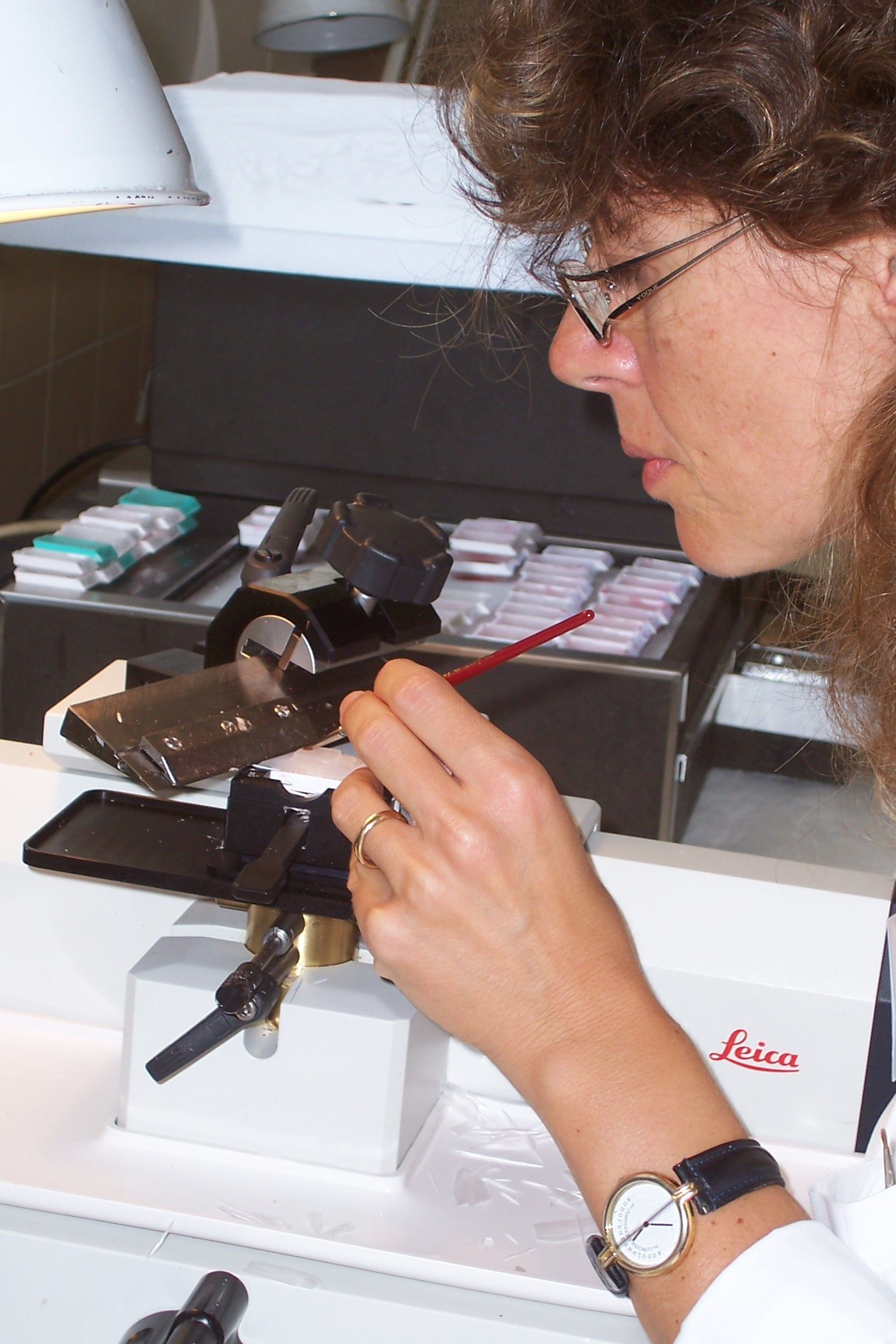

조직병리학(組織病理學)은 조직, 세포 변화 등을 육안, 현미경, 조직 화학 변화 관찰 등을 이용하여 신체조직을 중심적으로 연구하는 병리학이다.
질병의 징후를 연구하기 위해 조직을 현미경으로 검사하는 것을 말한다. 구체적으로, 임상 의학에서 조직병리학은 표본이 처리되고 조직학적 절편이 유리 슬라이드에 배치된 후 병리학자가 생검 또는 수술 표본을 검사하는 것을 말한다. 대조적으로, 세포 병리학은 자유 세포 또는 조직 미세 조각("세포 블록")을 검사한다.

## 같이 보기
- 해부병리학